# Colgate Series Championships 1978
Die Colgate Series Championships 1978 waren ein Tennisturnier der Damen in Palm Springs, Kalifornien. Das Hartplatzturnier war Teil der WTA Tour 1978 und fand vom 13. bis 19. November 1978 statt.

## Einzel

### Gruppe 1
| Spielerin 1     | Spielerin 2      | Ergebnisse |
| --------------- | ---------------- | ---------- |
| Chris Evert     | Regina Maršíková | 6:3, 6:4   |
| Virginia Ruzici | Kerry Reid       | 7:6, 6:2   |
| Kerry Reid      | Regina Maršíková | 7:6, 6:0   |
| Chris Evert     | Virginia Ruzici  | 6:1, 6:3   |

| #  | Spielerin        | Spiele S/N | Sätze S/N |
| -- | ---------------- | ---------- | --------- |
| 1. | Chris Evert      | 2:0        | 4:0       |
| 2. | Kerry Reid       | 1:1        | 2:2       |
| 3. | Virginia Ruzici  | 1:1        | 2:2       |
| 4. | Regina Maršíková | 0:2        | 0:4       |

### Gruppe 2
| Spielerin 1         | Spielerin 2    | Ergebnisse    |
| ------------------- | -------------- | ------------- |
| Martina Navratilova | Betty Stöve    | 6:1, 6:0      |
| Virginia Wade       | Wendy Turnbull | 3:6, 7:5, 6:3 |
| Betty Stöve         | Wendy Turnbull | 3:6, 7:5, 7:5 |
| Martina Navratilova | Virginia Wade  | 6:2, 6:1      |

| #  | Spielerin           | Spiele S/N | Sätze S/N |
| -- | ------------------- | ---------- | --------- |
| 1. | Martina Navratilova | 2:0        | 4:0       |
| 2. | Virginia Wade       | 1:1        | 2:3       |
| 3. | Betty Stöve         | 1:1        | 2:3       |
| 4. | Wendy Turnbull      | 0:2        | 2:4       |

### Viertelfinale, Halbfinale, Finale
|  | Viertelfinale | Viertelfinale   | Viertelfinale | Viertelfinale | Viertelfinale |  |  | Halbfinale | Halbfinale          | Halbfinale          | Halbfinale | Halbfinale |  |             | Finale | Finale | Finale | Finale | Finale |
|  |               |                 |               |               |               |  |  |            |                     |                     |            |            |  |             |        |        |        |        |        |
|  |               |                 |               |               |               |  |  |            |                     |                     |            |            |  |             |        |        |        |        |        |
|  |               |                 |               |               |               |  |  |            | Chris Evert         | 6                   | 6          |            |  |             |        |        |        |        |        |
|  |               | Kerry Reid      | 2             | 6             | 3             |  |  |            | Virginia Wade       | 2                   | 2          |            |  |             |        |        |        |        |        |
|  |               | Virginia Wade   | 6             | 3             | 6             |  |  |            |                     |                     |            |            |  | Chris Evert | 6      | 6      |        |        |        |
|  |               | Virginia Ruzici | 6             | 6             |               |  |  |            |                     | Martina Navratilova | 3          | 3          |  |             |        |        |        |        |        |
|  |               | Betty Stöve     | 2             | 2             |               |  |  |            | Virginia Ruzici     | 4                   | 4          |            |  |             |        |        |        |        |        |
|  |               |                 |               |               |               |  |  |            | Martina Navratilova | 6                   | 6          |            |  |             |        |        |        |        |        |
|  |               |                 |               |               |               |  |  |            |                     |                     |            |            |  |             |        |        |        |        |        |

## Doppel
|  | Finale |                                      |   |   |  |
|  |        |                                      |   |   |  |
|  |        | Kerry Reid Wendy Turnbull            | 3 | 4 |  |
|  |        | Billie Jean King Martina Navratilova | 6 | 6 |  |
|  |        |                                      |   |   |  |